# 罗什波特
罗什波特（英語：Rocheport）是美国密蘇里州布恩縣的一个城市，是哥伦比亚都会区的组成部分，在2010年的人口普查中有人口239名。罗什波特的历史地区列入國家史蹟名錄。